# Listă de forme de relief pe Iapetus
Cele mai multe forme de relief iapetiene sunt numite după personaje și locuri din poemul epic francez vechi Cântecul lui Roland, în special traducerea în engleză de Dorothy L. Sayers. 

## Montes
Un mons, pl. montes, este un munte.
| Mons sau Montes   | Coordonate                      | Diametru (km) | Numit după          | Dată de Aprobare |
| ----------------- | ------------------------------- | ------------- | ------------------- | ---------------- |
| Carcassone Montes | 0°00′N 216°42′W / 0.0°N 216.7°V | 740,0         | Carcassonne, Franța | August 5, 2008   |
| Cordova Mons      | 0°00′N 206°12′W / 0.0°N 206.2°V | 85,0          | Córdoba, Spania     | August 5, 2008   |
| Gayne Mons        | 0°00′N 176°00′W / 0.0°N 176.0°V | 65,0          | Gayne, Spania       | August 5, 2008   |
| Haltile Mons      | 0°00′N 190°24′W / 0.0°N 190.4°V | 45,0          | Haltile, Spania     | August 5, 2008   |
| Sevilla Mons      | 0°00′N 346°18′W / 0.0°N 346.3°V | 69,0          | Sevilla, Spania     | August 5, 2008   |
| Sorence Mons      | 0°00′N 193°42′W / 0.0°N 193.7°V | 46,0          | Castelul Pinabel    | August 5, 2008   |
| Toledo Montes     | 0°00′N 136°00′W / 0.0°N 136.0°V | 1100,0        | Toledo, Spania      | August 5, 2008   |
| Tortelosa Montes  | 0°00′N 64°42′W / 0.0°N 64.7°V   | 294,0         | Tortelosa, Spania   | August 5, 2008   |
| Valterne Mons     | 0°00′N 170°36′W / 0.0°N 170.6°V | 50,0          | Valterne, Spania    | August 5, 2008   |

## Regiones
Există un regio iapetian numit (zonă cu diferență distinctă de albedo ), Cassini:
| Regio         | Coordonate                      | Dată de Aprobare | Numit după                                   | Engleză pronunție |
| ------------- | ------------------------------- | ---------------- | -------------------------------------------- | ----------------- |
| Cassini Regio | 28°06′S 92°36′W / 28.1°S 92.6°V | 1982             | Giovanni Cassini, descoperitorul lui Iapetus | /kəˈsiːni/        |

## Terrae
Există două terrae (mase mari de teren) iapetiene denumite.
| Terra           | Coordonate                        | Dată de Aprobare | Numit după                          | Engleză pronunție |
| --------------- | --------------------------------- | ---------------- | ----------------------------------- | ----------------- |
| Roncevaux Terra | 37°00′N 239°30′W / 37.0°N 239.5°V | 1982             | Bătălia de la trecătoarea Roncevaux | /rɒnsəˈvoʊ/       |
| Saragossa Terra | 45°00′S 180°00′W / 45.0°S 180.0°V | August 5, 2008   | Zaragoza, Spania                    | /særəˈɡɒsə/       |

Forma adjectivală a lui Roncevaux este Roncesvallian.

## Cratere
Craterele numite sunt:
| Cratere     | Coordonate                          | Dată de Aprobare | Numit după                                                    | Engleză pronunție | Diametru (km) |
| ----------- | ----------------------------------- | ---------------- | ------------------------------------------------------------- | ----------------- | ------------- |
| Abisme      | 37°32′N 267°05′W / 37.53°N 267.08°V | August 16, 2013  | A Saracen lord, killed by Archbishop Turpin                   |                   | 767.74        |
| Acelin      | 42°42′N 154°54′W / 42.7°N 154.9°V   | August 5, 2008   | Acelina din Gasconia                                          |                   | 38.0          |
| Adelroth    | 6°36′N 183°36′W / 6.6°N 183.6°V     | August 5, 2008   | Nepotul lui Marsilion                                         |                   | 57.0          |
| Almeric     | 53°24′N 276°00′W / 53.4°N 276.0°V   | 1982             | Almeric, unul dintre cei doisprezece colegi                   |                   | 43.0          |
| Anseïs      | 40°42′S 290°48′W / 40.7°S 290.8°V   | August 5, 2008   | Unul dintre cei doisprezece colegi                            |                   | 48.0          |
| Astor       | 14°54′N 321°12′W / 14.9°N 321.2°V   | August 5, 2008   | Un baron francez                                              |                   | 122.0         |
| Baligant    | 16°24′N 224°54′W / 16.4°N 224.9°V   | 1982             | Baligant                                                      |                   | 66.0          |
| Basan       | 33°18′N 194°42′W / 33.3°N 194.7°V   | 1982             | Bason                                                         |                   | 76.0          |
| Basbrun     | 52°00′S 111°48′W / 52.0°S 111.8°V   | August 5, 2008   | Ofițerul lui Carol cel Mare                                   |                   | 80.0          |
| Basile      | 0°42′S 187°54′W / 0.7°S 187.9°V     | August 5, 2008   | Baron francez                                                 |                   | 6.0           |
| Berenger    | 62°06′N 219°42′W / 62.1°N 219.7°V   | 1982             | Bérengier                                                     |                   | 84.0          |
| Besgun      | 76°00′N 309°48′W / 76.0°N 309.8°V   | 1982             | Besgun                                                        |                   | 56.0          |
| Bevon       | 70°42′N 93°00′W / 70.7°N 93.0°V     | August 5, 2008   | Baron francez                                                 |                   | 48.0          |
| Bramimond   | 38°00′N 178°00′W / 38.0°N 178.0°V   | August 5, 2008   | Bramimonde                                                    |                   | 200.0         |
| Charlemagne | 55°00′N 258°48′W / 55.0°N 258.8°V   | 1982             | Charlemagne                                                   |                   | 95.0          |
| Clarin      | 18°18′N 71°36′W / 18.3°N 71.6°V     | August 5, 2008   | Lord sarazin                                                  |                   | 84.0          |
| Climborin   | 30°24′N 116°54′W / 30.4°N 116.9°V   | August 5, 2008   | Lord sarazin                                                  |                   | 49.0          |
| Corsablis   | 0°54′N 114°12′W / 0.9°N 114.2°V     | August 5, 2008   | Lord sarazin                                                  |                   | 73.0          |
| Dapamort    | 36°36′N 84°54′W / 36.6°N 84.9°V     | August 5, 2008   | Lord sarazin                                                  |                   | 49.0          |
| Engelier    | 40°30′S 264°42′W / 40.5°S 264.7°V   | August 5, 2008   | Unul dintre cei doisprezece colegi                            |                   | 504.0         |
| Escremiz    | 1°36′N 173°30′W / 1.6°N 173.5°V     | August 5, 2008   | Escremiz din Valterne                                         |                   | 0.06          |
| Eudropin    | 0°54′N 220°42′W / 0.9°N 220.7°V     | August 5, 2008   | Lord sarazin                                                  |                   | 42.0          |
| Falsaron    | 33°48′N 82°36′W / 33.8°N 82.6°V     | August 5, 2008   | Fratele regelui Marsilion                                     |                   | 424.0         |
| Ganelon     | 44°18′S 19°48′W / 44.3°S 19.8°V     | August 5, 2008   | Ganelon                                                       |                   | 230.0         |
| Garlon      | 3°12′S 240°30′W / 3.2°S 240.5°V     | August 5, 2008   | Lord sarazin                                                  |                   | 47.0          |
| Geboin      | 58°36′N 173°24′W / 58.6°N 173.4°V   | 1982             | Geboin                                                        |                   | 81.0          |
| Gerin       | 45°36′S 233°00′W / 45.6°S 233.0°V   | August 5, 2008   | Unul dintre cei doisprezece colegi                            |                   | 445.0         |
| Godefroy    | 71°54′N 249°06′W / 71.9°N 249.1°V   | 1982             | Godefroy                                                      |                   | 63.0          |
| Grandoyne   | 17°42′N 214°30′W / 17.7°N 214.5°V   | 1982             | Grandoyne                                                     |                   | 65.0          |
| Hamon       | 10°36′N 270°00′W / 10.6°N 270.0°V   | 1982             | Hamon                                                         |                   | 96.0          |
| Ivon        | 18°00′N 315°00′W / 18.0°N 315.0°V   | August 5, 2008   | Unul dintre cei doisprezece colegi                            |                   | 100.0         |
| Johun       | 12°24′N 83°24′W / 12.4°N 83.4°V     | August 5, 2008   | Johun din Outremer; lord sarazin                              |                   | 64.0          |
| Jurfaleu    | 13°00′N 2°30′W / 13.0°N 2.5°V       | August 5, 2008   | Fiul lui Marsilion                                            |                   | 107.0         |
| Lorant      | 65°12′N 159°48′W / 65.2°N 159.8°V   | 1982             | Lorant                                                        |                   | 44.0          |
| Malprimis   | 15°12′S 118°12′W / 15.2°S 118.2°V   | August 5, 2008   | Lord sarazin                                                  |                   | 377.0         |
| Malun       | 5°54′N 41°18′W / 5.9°N 41.3°V       | August 5, 2008   | Lord sarazin                                                  |                   | 121.0         |
| Margaris    | 27°42′N 135°48′W / 27.7°N 135.8°V   | August 5, 2008   | Lord sarazin                                                  |                   | 75.0          |
| Marsilion   | 39°12′N 176°06′W / 39.2°N 176.1°V   | 1982             | Marsilion                                                     | /mɑrˈsɪliən/      | 136.0         |
| Matthay     | 3°30′S 187°24′W / 3.5°S 187.4°V     | August 5, 2008   | Lord sarazin                                                  |                   | 58.0          |
| Milon       | 67°54′N 207°12′W / 67.9°N 207.2°V   | 1982             | Milon                                                         |                   | 119.0         |
| Naimon      | 9°18′N 329°18′W / 9.3°N 329.3°V     | August 5, 2008   | Naimon                                                        |                   | 244.0         |
| Nevelon     | 33°12′S 197°00′W / 33.2°S 197.0°V   | August 5, 2008   | Împarte comanda celei de-a șasea divizii a lui Carol cel Mare |                   | 49.0          |
| Ogier       | 42°30′N 275°06′W / 42.5°N 275.1°V   | 1982             | Ogier danezul                                                 |                   | 100.0         |
| Oliver      | 62°30′N 200°48′W / 62.5°N 200.8°V   | 1982             | Olivier                                                       |                   | 113.0         |
| Othon       | 33°18′N 347°48′W / 33.3°N 347.8°V   | 1982             | Othon                                                         |                   | 86.0          |
| Pinabel     | 39°00′S 33°00′W / 39.0°S 33.0°V     | August 5, 2008   | Pinabel                                                       |                   | 83.0          |
| Priamon     | 1°30′N 187°00′W / 1.5°N 187.0°V     | August 5, 2008   | Lord sarazin                                                  |                   | 17.0          |
| Rabel       | 64°24′S 166°12′W / 64.4°S 166.2°V   | August 5, 2008   | Baron francez                                                 | /ˈræbəl/          | 91.0          |
| Roland      | 73°18′N 25°12′W / 73.3°N 25.2°V     | 1982             | Roland                                                        | /ˈroʊlənd/        | 144.0         |
| Rugis       | 0°06′S 99°00′W / 0.1°S 99.0°V       | August 5, 2008   | Lord sarazin                                                  |                   | 19.0          |
| Samson      | 6°30′N 298°36′W / 6.5°N 298.6°V     | August 5, 2008   | Unul dintre cei doisprezece colegi                            | /ˈsæmsən/         | 33.0          |
| Thierry     | 55°00′S 8°00′W / 55.0°S 8.0°V       | August 5, 2008   | Cavaler francez, prieten cu Roland                            |                   | 110.0         |
| Tibbald     | 57°00′N 358°00′W / 57.0°N 358.0°V   | August 5, 2008   | Tibbald de Reims                                              | /ˈtɪbəld/         | 160.0         |
| Timozel     | 9°54′S 212°18′W / 9.9°S 212.3°V     | August 5, 2008   | Lord sarazin                                                  |                   | 58.0          |
| Torleu      | 0°12′S 188°24′W / 0.2°S 188.4°V     | August 5, 2008   | Lider în armata lui Baligant                                  |                   | 8.0           |
| Turgis      | 16°54′N 28°24′W / 16.9°N 28.4°V     | August 5, 2008   | Baron sarazin                                                 |                   | 580.0         |
| Turpin      | 47°42′N 1°24′W / 47.7°N 1.4°V       | 1982             | Turpin                                                        |                   | 87.0          |
| Valdebron   | 29°36′N 104°24′W / 29.6°N 104.4°V   | August 5, 2008   | Lord sarazin                                                  |                   | 49.0          |